# Philip Matante
Philip Goanwe "Parcel" Matante (Serowe, 25 dicembre 1912 – Francistown, 25 ottobre 1979) è stato un politico botswano.

## Biografia
I genitori, provenienti dal protettorato del Bechuanaland, vivevano in Sudafrica e Matante nacque quando i genitori erano tornati in patria per le festività natalizie (e a questo deve il suo soprannome Parcel, ovvero pacchetto). Da giovane visse a lungo in Sudafrica, facendo ritorno in patria nel 1942.
Assieme a Kgalemang T. Motsete e Motsamai Mpho fondò nel 1960 il Partito popolare del Bechuanaland. Il partito era inizialmente guidato da Motsete con Matante come vice, ma a seguito di dissidi nel 1962 Mpho lasciò il partito per fondare il Partito dell'indipendenza del Bechuanaland e la leadership di Motsete fu indebolita. Matante ne prese il posto. Alle prime elezioni del paese, nel marzo del 1965, venne eletto; il suo partito popolare ottenne 3 seggi su 31 (gli altri 28 andarono al Partito Democratico del Bechuanaland).

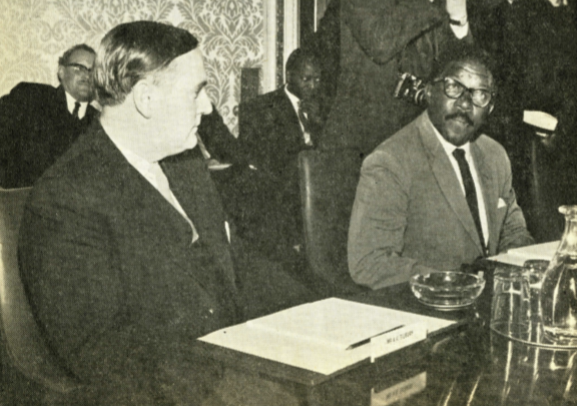
Matante (a destra) durante i colloqui per l'indipendenza del Botswana

Era quindi leader dell'opposizione quando il Bechuanaland divenne indipendente con il nome di Botswana, e in questa veste partecipò ai colloqui per stabilirne le modalità. Dopo l'indipendenza anche il suo partito cambiò conseguentemente nome in Partito Popolare del Botswana. Matante rimase in parlamento e alla guida dell'opposizione fino alle elezioni del 1979, quando perse il seggio. Morì cinque giorni dopo.
Nel 2019 gli è stato intitolato l'Aeroporto di Francistown.